# Dīzaj-e Jamshīd Khān
Dīzaj-e Jamshīd Khān (persiska: دیزج جمشید خان) är en ort i Iran.   Den ligger i provinsen Västazarbaijan, i den nordvästra delen av landet, 600 km nordväst om huvudstaden Teheran. Dīzaj-e Jamshīd Khān ligger 1 140 meter över havet och antalet invånare är 498.
Terrängen runt Dīzaj-e Jamshīd Khān är varierad.Runt Dīzaj-e Jamshīd Khān är det ganska tätbefolkat, med 75 invånare per kvadratkilometer. Närmaste större samhälle är Khvoy, 10,9 km söder om Dīzaj-e Jamshīd Khān. Trakten runt Dīzaj-e Jamshīd Khān består till största delen av jordbruksmark.